# Sextou BB (álbum de 2019)
Sextou Bebê (estilizado como Sextou BB) é o segundo álbum ao vivo da dupla sertaneja brasileira Ícaro & Gilmar, lançado em 6 de setembro de 2019 pela NA Records.
O álbum consiste em regravações de clássicos sertanejos e de outros estilos, mas também conta com a inédita "Língua do Beijo" e a releitura de "Despedida", do álbum anterior. Com esse nome de Sextou BB, a dupla ganhou mais projeção do que já tinha com "Despedida".

## Antecedentes e gravação
Ícaro & Gilmar fizeram sucesso com a música "Despedida" no ano anterior, chegando ao 1º lugar nas rádios do estado de Goiás, segundo a lista do ConnectMix.
Sextou BB foi gravado em cenário intimista e com referência aos botecos, com voz e violão, na residência do diretor de vídeo André Caverna, em Goiânia, em 5 de agosto de 2019.

## Lista de faixas
| N.º            | Título                                                                     | Compositor(es)                                                                                                  | Artista original                                          | Duração |  |
| 1.             | "Língua do Beijo"                                                          | Alê Monteiro / Rafael Quadros / Vinni Miranda / Waléria Leão                                                    |                                                           | 2:35    |  |
| 2.             | "Rosas, Versos e Vinhos / Sou Fã / Difícil"                                | Ivan Medeiros / Paschoal Netto / Fátima Leão / Marcelo Melo Franco Levine                                       | Gusttavo Lima Christian & Cristiano João Neto & Frederico | 5:04    |  |
| 3.             | "A Gente Acertou"                                                          | R. Quadros / Humberto Júnior / Jimmy Luzzo                                                                      |                                                           | 3:05    |  |
| 4.             | "O Que É Que Tem / Recaídas / Esqueça Que Eu Te Amo"                       | Jorge Nivardo Paz Edson / Flavinho                                                                              | Jorge & Mateus Henrique & Juliano Edson & Hudson          | 5:05    |  |
| 5.             | "Vida Torta"                                                               | W. Leão / R. Quadros / V. Miranda / Gustavo Martins                                                             |                                                           | 3:07    |  |
| 6.             | "10 Anos / É Com Ela Que Eu Estou"                                         | Diego Ferreira / Everton Matos / Samuel Deolli Frederico / Juliano Tchula / Marília Mendonça / Hugo Del Vecchio | Gusttavo Lima Cristiano Araújo                            | 3:47    |  |
| 7.             | "Você Me Faz Mal"                                                          | Bruna Melo / Jenner Melo                                                                                        |                                                           | 3:19    |  |
| 8.             | "Refém / Só Pro Meu Prazer / Fica Combinado"                               | Gusttavo Lima Leoni / Fabiana Kherlakian Jorge                                                                  | Gusttavo Lima Heróis da Resistência Marcos & Fernando     | 6:09    |  |
| 9.             | "Despedida"                                                                | W. Leão / Thiago / Samuel                                                                                       |                                                           | 3:34    |  |
| 10.            | "Aonde Quer Que Eu Vá / Apenas Mais uma de Amor / Só Hoje"                 | Herbert Vianna / Paulo Sérgio Valle Lulu Santos Rogério Flausino / Fernanda Mello                               | Os Paralamas do Sucesso Lulu Santos Jota Quest            | 5:10    |  |
| 11.            | "Deus Me Livre / Adoro Amar Você / Declaração de Amor"                     | Alexandre / Darci Rossi / Serginho Sol Peninha / Elias Muniz Altay Veloso                                       | Ataíde & Alexandre Daniel                                 | 5:10    |  |
| 12.            | "Deixaria Tudo (Dejaría Todo) / Tarde Demais / Preciso Dar um Tempo"       | Estefano Salgado; versão: Lucas Robles Luiz Carlos / E. Muniz L. Carlos                                         | Leonardo Raça Negra                                       | 5:59    |  |
| 13.            | "Quando Você Some / Não Precisa / Cigana"                                  | Victor Chaves V. Chaves Juno / Mauricio Gasperini / Rick Ferreira                                               | Victor & Leo Paula Fernandes Hugo Pena & Gabriel          | 5:39    |  |
| 14.            | "Catedral (Cathedral Song) / Deixa Eu Te Amar"                             | Tanita Tikaram ; versão: Christiaan Oyens / Zélia Duncan Edson / Flavinho                                       | Zélia Duncan Edson & Hudson                               | 4:36    |  |
| 15.            | "Inevitável / Agora Vai / Por um Gole a Mais"                              | Zé Henrique Bruno / Felipe Vinícius / Bruno / Felipe                                                            | Bruno & Marrone                                           | 6:29    |  |
| 16.            | "O Grande Amor da Minha Vida (Convite de Casamento) / Um Degrau na Escada" | Jefferson Farias / Nino Carlos Colla / Marcelão / Sergio Knust / Zé Henrique                                    | Gian & Giovani Chico Rey & Paraná                         | 3:46    |  |
| 17.            | "Eu Te Devoro / Encostar na Tua"                                           | Djavan Ana Carolina                                                                                             | Djavan Ana Carolina                                       | 3:57    |  |
| 18.            | "Meu Disfarce / Só Pensando em Você / Tentei Te Esquecer"                  | Carlos Colla / Chico Roque Liah Soares Cruz Gago                                                                | Chitãozinho & Xororó Rick & Renner Cruz Gago              | 6:44    |  |
| 19.            | "Quando a Chuva Passar / Até Você Voltar / Caso Indefinido"                | Ramón Cruz Marília Mendonça / Juliano Tchula Paulo / Junior / Diego Damasceno / Maraisa / Thales Lessa          | Ivete Sangalo Henrique & Juliano Cristiano Araújo         |         |  |
| 20.            | "60 Segundos"                                                              | Pedro Eduardo                                                                                                   | Gusttavo Lima                                             | 1:58    |  |
| 21.            | "Aí Já Era"                                                                | Jorge | Jorge & Mateus                                            | 1:59    |  |
| Duração total: | Duração total:                                                             | Duração total:                                                                                                  | Duração total:                                            | 1:34:56 |  |